# Belonogaster vasseae
Belonogaster vasseae är en getingart som beskrevs av François du Buysson 1906. Belonogaster vasseae ingår i släktet Belonogaster och familjen getingar. Inga underarter finns listade.